# 마쓰다이라 요리오
마쓰다이라 요리오(일본어: 松平頼雄, 1630년 10월 16일 ~ 1697년 7월 2일)는 히타치 시시도 번 초대 번주를 지냈다. 미토번주 도쿠가와 요리후사의 칠남으로 태어났다.
| 전임 막부령(아키타 도시스에) | 제1대 시시도 번 번주 (시시도 마쓰다이라가) 1682년 ~ 1697년 | 후임 마쓰다이라 요리미치 |